# 毛茎翠雀花
毛茎翠雀花（学名：Delphinium hirticaule）为毛茛科翠雀属的植物，为中国的特有植物。分布在中国大陆的湖北、陕西、四川等地，生长于海拔1,400米至2,900米的地区，多生长于山地草坡，目前尚未由人工引种栽培。

## 异名
- Delphinium hirticaule Franch. var. mollipes W. T. Wang